# Boissy-Saint-Léger (tổng)
Tổng Boissy-Saint-Léger là một tổng thuộc tỉnh Val-de-Marne trong vùng Île-de-France. Tổng này có diện tích 1587 héc ta, dân số 2068 người.

## Các xã
| Xã                 | Dân số | Mã bưu chính | Mã insee |
| ------------------ | ------ | ------------ | -------- |
| Boissy-Saint-Léger | 15 289 | 94 470       | 94 004   |
| Limeil-Brévannes   | 17 529 | 94 450       | 94 044   |

## Thông tin nhân khẩu
| 1962                                                     | 1968   | 1975   | 1982   | 1990   | 1999   |
| -------------------------------------------------------- | ------ | ------ | ------ | ------ | ------ |
| 12 523                                                   | 16 584 | 25 868 | 29 299 | 31 190 | 32 818 |
| Nombre retenu à partir de 1962 : dân số không tính trùng |        |        |        |        |        |